# Regionshospitalet Horsens
Regionshospitalet Horsens er områdehospital for ca. 217.000 indbyggere i Horsens, Hedensted, Skanderborg og Odder. Hospitalet er en af fem hospitalsenheder i Region Midtjylland og omfatter desuden Skanderborg Sundhedshus og Livsstilscenter Brædstrup.
Hospitalet er i øjeblikket omfattet af et byggeprojekt til 800 mio. kr, der både skal ombygge og udvide hospitalet.
Når ny- og ombygningerne er afsluttet vil kapaciteten på Regionshospitalet Horsens være:
- Ca. 40 akutpladser samt skadestuer og lægevagt
- 16 operationsstuer og 5 endoskopistuer
- 9-10 intensivpladser
- Ca. 99 klinikrum
- Ca. 223 ordinære senge
- Røntgen og Skanning med MR-scanning, CT-scanning, røntgen og Ultralydsscanning
- Blodprøver og Biokemi samt apoteksfilial

Projektet forventes færdigt i 2022.